# Заря свободы
«Заря свободы» (нем. Morgenröte der Freiheit) ― опера в четырёх действиях, сочинённая между 1873 и 1877 годам композитором Эллой Адаевской.

## Сочинение
Опера, которая была указана самой Адаевской как «Соч. 8», была написана по либретто Рихарда Жене, переведённому на русский язык самой Адаевской. Рукописная фортепианная партитура оперы имеет название на немецком ― Die Morgenröte der Freiheit. Опера была посвящена императору Александру II.

## Сюжет
Действие в опере происходит в Малороссии в 1762 году. Главные герои, Ольга и Пётр, любят друг друга с детства, но Пётр ― крепостной, и поэтому по своему социальному статусу он не может жениться на ней. Ольгу хотят выдать замуж за злого Ниркова, и в конце концов она соглашается на этот шаг при условии, что тот даст свободу Петру. Однако, когда Пётр узнает о жертве Ольги ради него, он совершает самоубийство. Таким образом, свадьба отменяется и Ольга уходит в монастырь, оставляя Ниркова наедине со своей злобой. Опера заканчивается пророческим хором крестьян, восхваляющим отмену крепостного права Александром II в 1861 году.

## Постановка
Опера в своём оригинальном виде не была одобрена российскими цензорами того периода. Сведения о каких-либо полных постановках оперы в России отсутствуют. Увертюра и партия крестьянского хора из оперы были исполнены в Итальянском театре в Париже 23 апреля 1877 года; Адаевская при этом лично сопровождала выступление за фортепиано. 23 марта 1886 года увертюра и хор были сыграны на концерте в Дерптском университете. В XX веке увертюра была сыграна 5 мая 1953 года на концерте в Зальфельде, ГДР.